# La Roda
La Roda est une municipalité d'Espagne de la province d'Albacete dans la communauté autonome de Castille-La Manche.

## Administration
| Période                                  | Période | Identité           | Étiquette | Qualité             |
| ---------------------------------------- | ------- | ------------------ | --------- | ------------------- |
| 2007                                     |         | Vicente Aroca Sáez | PP        | Sénateur d'Albacete |
| Les données manquantes sont à compléter. |         |                    |           |                     |

## Personnalités
- Antonio Rubio de Rueda (1548-1615), jésuite espagnol, est né à La Roda.